# Maciej Musiał
Maciej Musiał (* 11. února 1995 Varšava) je polský herec a producent.

## Životopis
Narodil se ve Varšavě. Je synem herce Andrzeje Musiała. Proslavila jej role Tomka Boskeho v polském televizním seriálu Rodzinka.pl. V roce 2013 se stal moderátorem polské verze hudební talentové soutěže The Voice.
V roce 2013 získal cenu Róża Gali v kategorii debut za moderování The Voice a roli ve filmu Můj pól. V roce 2018 bylo oznámeno, že si zahraje hlavní roli v seriálu 1983, prvním polském seriálu z produkce Netflix, který měl premiéru 30. listopadu 2018.
V roce 2019 jej magazín Forbes zařadil do svého evropského žebříčku „30 lidí pod 30“ v kategorii zábava.

## Filmografie

### Film
| Rok  | Název                    | Role              |
| ---- | ------------------------ | ----------------- |
| 2007 | Futro                    | Konrad Makowiecki |
| 2011 | Ženský jsou jiný         | kluk              |
| 2011 | Offline                  | Kacper Tarski     |
| 2013 | Dom na końcu drogi       | Piotr             |
| 2013 | Můj pól                  | Jan Mela          |
| 2014 | Dzień dobry, kocham Cię! | Iwo               |
| 2017 | Dwie korony              | mladý františkán  |
| 2018 | Miłość jest wszystkim    | Daniel            |

### Televize
| Rok          | Název                         | Role                                            | Poznámky                                |
| ------------ | ----------------------------- | ----------------------------------------------- | --------------------------------------- |
| 2004         | Plebania                      | chlapec v kostele                               |                                         |
| 2007         | Prawo miasta                  | Maciek Gralczyk                                 |                                         |
| 2008         | Hotel pod żyrafą i nosorożcem | Janek Miłobędzki                                |                                         |
| 2008–2011    | Ojciec Mateusz                | Michał Wielicki                                 |                                         |
| 2010         | Nowa                          | Adam Szyma                                      |                                         |
| 2010         | Ludzie Chudego                | Tichý obdivovatel Inki                          |                                         |
| od roku 2011 | Rodzinka.pl                   | Tomek Boski                                     |                                         |
| 2011         | Ranczo                        | chlapec na hudebním kroužku v komunitním centru |                                         |
| 2012–2015    | Krew z krwi                   | Franek Majewski                                 |                                         |
| 2012         | Ja to mam szczęście!          | Igor                                            |                                         |
| 2012–2013    | Hotel 52                      | Łukasz Danisz nebo Wawrzyniak                   |                                         |
| 2012         | Prawo Agaty                   | Sebastian Wróblewski                            |                                         |
| 2013         | Boscy w sieci                 | Tomek Boski                                     | spin-off seriálu Rodzinka.pl            |
| 2014         | Czas honoru                   | „Apač”                                          |                                         |
| 2018         | 1983                          | Kajetan Skowron                                 | také výkonný producent a tvůrce seriálu |
| 2019         | Zaklínač                      | Sir Lazlo                                       |                                         |
| 2019         | Pułapka                       | Artur                                           | objevil se ve 2. sérii                  |